# 味全龍新人選秀首輪指名
味全龍新人選秀首輪指名為中華職棒於1991年8月份開始辦理新人選秀會以來，味全龍球團於第一輪被挑中的球員。不包括外籍球員選秀、旅日球員返國選秀、代訓選手選秀以及特別選秀。

## 歷次第一輪球員
以下為歷屆新人選秀會被味全龍第一輪挑中球員名單。

### 標示
|        | 獲得新人王             |
|        | 生涯不曾在職棒一軍出賽 |
| 粗體字 | 現役球員               |

### 名單
| 選秀會日期     | 球員姓名      | 順位     | 守備位置 | 原屬球隊                 | 職棒初登板              | 簽約金                          | 備註                                   |
| -------------- | ------------- | -------- | -------- | ------------------------ | ----------------------- | ------------------------------- | -------------------------------------- |
| 1991年8月3日   | 無            |          |          |                          |                         |                                 | 該年龍隊選秀權為第四順位，放棄挑選球員 |
| 1992年1月8日   | 無            |          |          |                          |                         |                                 | 該年龍隊選秀權為第三順位，放棄挑選球員 |
| 1992年12月9日  | 陳大順        | 第一順位 | 一壘手   | 日本職棒千葉羅德海洋     | 1993年3月9日代表味全龍  | 144萬新台幣                     |                                        |
| 1993年12月26日 | 涂鵬斐        | 第四順位 | 內野手   | 文化大學棒球隊           | 未登板                  | 未簽約                          | 母隊業餘聲寶隊不放人，故未簽約         |
| 1994年12月12日 | 廖述仁        | 第二順位 | 外野手   | 陸光棒球隊               | 1995年3月18日代表味全龍 | 不詳                            |                                        |
| 1996年2月14日  | 洪佩臻        | 第一順位 | 投手     | 中國信託棒球隊           | 1996年3月31日代表味全龍 | 144萬新台幣                     |                                        |
| 2019年7月1日   | 劉基鴻        | 第一順位 | 內野手   | 平鎮高中青棒隊           | 2021年3月14日代表味全龍 | 590萬新台幣（另有20萬元訓練費） | [ 註 1 ]                               |
| 2020年7月20日  | 王維中        | 第一順位 | 投手     | 美國職棒匹茲堡海盜       | 2021年3月14日代表味全龍 | 無                              |                                        |
| 2021年7月12日  | 吉力吉撈·鞏冠 | 第五順位 | 捕手     | 美國職棒克里夫蘭印地安人 | 2021年8月25日代表味全龍 | 無                              |                                        |
| 2022年7月11日  | 林凱威        | 第二順位 | 投手     | 美國職棒獨立聯盟長島鴨   | 2022年8月3日代表味全龍  | 無                              |                                        |
| 2023年7月12日  | 劉俊緯        | 第四順位 | 內野手   | 穀保家商青棒隊           | 2024年4月3日代表味全龍  | 520萬新台幣                     |                                        |
| 2024年6月28日  | 曾聖安        | 第六順位 | 外野手   | 平鎮高中青棒隊           | 2025年4月3日代表味全龍  | 490萬新台幣                     |                                        |
| 2025年6月30日  | 黃暐傑        | 第三順位 | 投手     | 自由球員                 |                         | 無                              |                                        |

## 註解
1. ↑  由於該年季中聯盟通過頂新集團再次以味全龍隊名義申請的加盟案，故該屆新人選秀會中，味全隊擁有第一順位指名權。